# Псалом 118

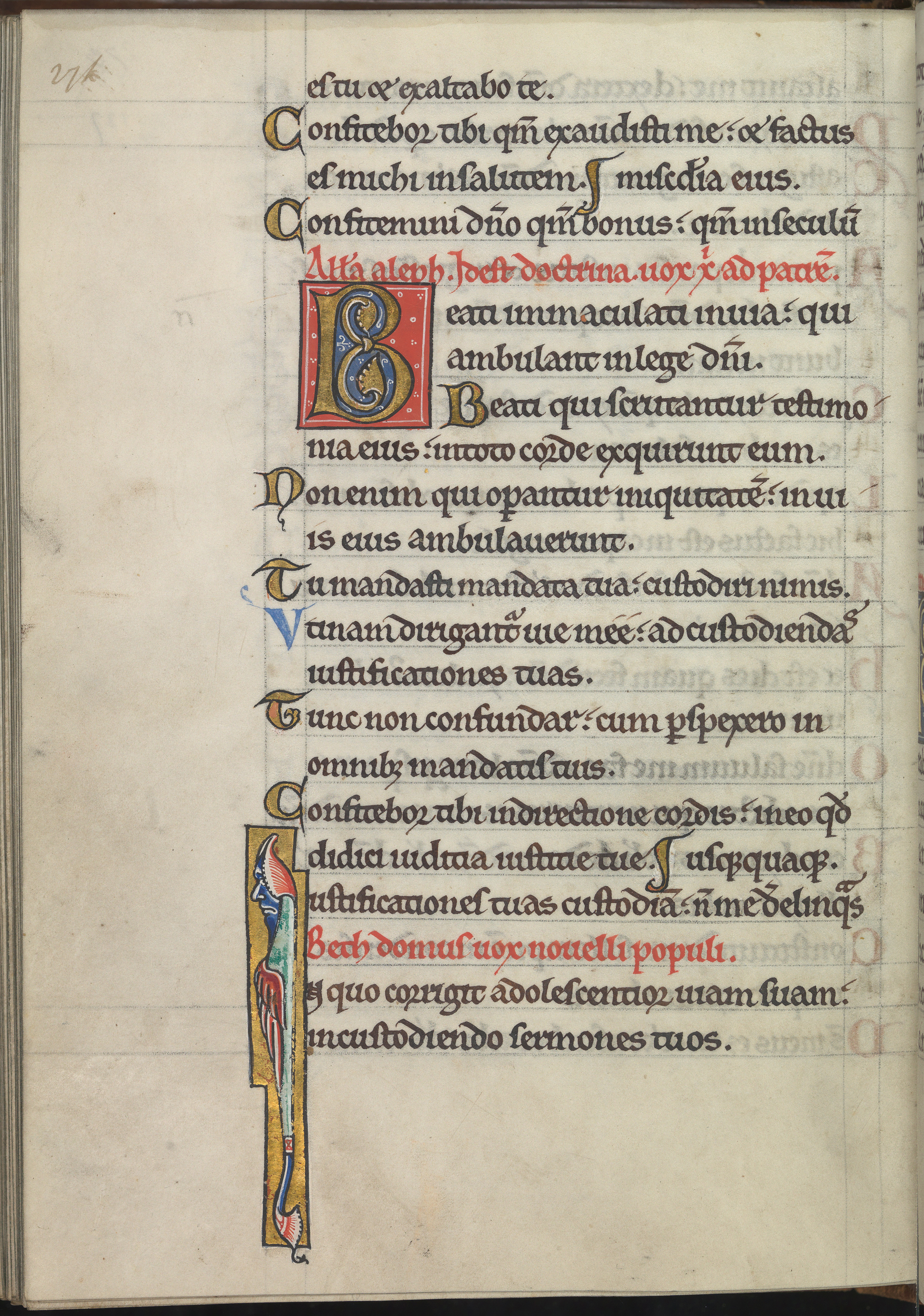
118-й псалом на листе из Псалтири Алиеоноры Аквитанской

Сто восемнадцатый псалом — 118-й «алфавитный» псалом из книги Псалтырь (в масоретской нумерации — 119-й). Самый большой псалом (и вообще — самая большая глава) в Библии — 176 стихов. Является одним из восьми псалмов, составленных в виде акростиха: 9, 24, 33, 36, 110, 111, 118, 144.

## Содержание псалма
Псалом не имеет надписания в Танахе; его содержание раскрывается уже в первой строке «блаженны непорочные в пути, ходящие в законе Господнем». Это молитва человека, находящего главное жизненное благо в словах Господа, то есть в Торе.
Псалмопевец выражает восхищение совершенством Божьего закона и говорит о важности его исполнения. В каждом стихе псалма (кроме 122-го) присутствует одно из следующих слов: закон, откровение, путь, повеление, заповедь, устав, суд, слово. Все эти слова в оригинале являются синонимами слова «Тора».
Феофан, епископ Тамбовский в своей книге, посвящённой истолкованию этого псалма, говорил о его содержании:

Каждый стих есть молитва, но всё об одном — об исполнении закона Господня. Душа, сознавшая, что спасение только в Боге, чрез исполнение святой Его воли, беседует с Богом, моля Его просвещать, вразумлять, укреплять, избавлять от искушений внутренних и неприятностей внешних, восстановлять от падений, избавлять от врагов, словом — даровать ей, по милости Своей, быть благоугодною Ему.

Об авторстве и времени написания существуют разные мнения. Псалом начинается со слова «блаженны», с которого, согласно еврейской традиции, начинал наиболее важные для него псалмы царь Давид. Этот псалом он мог написать как назидательный, для обучения своего сына Соломона. С другой стороны, в псалме много говорится о нарушителях закона и о сложившейся вокруг псалмопевца враждебной обстановке. Это даёт возможность предположить, что псалом написан в VI—V веках до н. э., во время вавилонского пленения или при Ездре и Неемии. В Септуагинте псалом имеет надписание «Аллилуия».
Псалом разбит на двадцать два восьмистишия, в которых каждый стих начинается с соответствующей буквы еврейского алфавита, в первом восьмистишии все стихи начинаются с буквы алеф, во втором — с бет и т. д. В связи с этим еврейская традиция называет этот псалом «великим алфавитом». В переводе алфавитное построение псалма передать невозможно; однако в ряде переводов сохраняют разбивку на строфы, и каждую из них озаглавливают соответствующей буквой. Имя Бога появляется в псалме двадцать два раза. Каждое восьмистишие имеет свою особую тему. В первых двух строфах поэт говорит о принятой им на себя обязанности исполнять законы Бога и благословляет Господа за них. С третьей строфы («гимель») начинается собственно молитва, в которой присутствуют общие для всей книги псалмов мотивы: плачевная песнь (строфа 11, «каф»), радостная хвала (строфа 6, «вав»), молитва о помощи (строфа 17, «пе»); все эти темы нанизываются на основную идею псалма — о благе, заключённом в словах закона Божьего.

## Богослужебное использование
Иудаизм
В иудаизме использование псалма неразрывно связано с его алфавитным построением, в молитве за больного или за умершего принято читать строфы, соответствующие буквам имени того человека, за которого молятся.
118:12 «Благословен Ты, Господи! научи меня уставам твоим» содержит формулу, с которой начинаются все еврейские благословения. В связи с этим в еврейской традиции принято, что если человек начал говорить благословение ошибочно (а напрасное благословение произносить нельзя), он выходит из ситуации путём произнесения этого стиха.
118:164 «семикратно в день прославляю Тебя за суды правды Твоей» раввины толкуют по-разному, одни относят этот стих к произнесению  семь раз в день Кадиша, другие — к произнесению семи благословений Шма (утром — две перед и одну после, вечером две перед и две после).
Православие
В православии 118-й псалом известен по ключевому в первом стихе слову как «непорочны» и составляет отдельную 17-ю кафизму. Как и все кафизмы, она делится на три части для чтения принятого славословия («слава»), а так как псалом — один, то и разделения сделаны в самом тексте псалма — после 72-го и 131-го стихов. Этот псалом читается в будничной (вседневной) полунощнице, на субботней, а иногда и на воскресной утрени (в качестве положенной на этот день кафизмы). Он входит в состав погребальной и заупокойной служб, на них он исполняется с припевом «аллилуия» после каждого стиха, что выражает уверенность в конечной победе над смертью, дарованной через искупительную жертву и воскресение Иисуса Христа. На утрени Великой субботы 118-й псалом исполняется с особыми припевами (похвалами), являясь центральной частью этого богослужения.
В сирийских обрядах псалом входит в группу «Господи, воззвах» и в её составе читается на вечерне.
Католицизм
По уставу святого Бенедикта, 118-й псалом пели разделённым на части, в воскресенье на первый час 118abcd, на третий час 118efg, на шестой час 118hij, на девятый час 118klm; в понедельник на третий час 118nop, на шестой час 118qrs, на девятый час 118tuv.

## Рецепция в музыке
Музыку на полный текст псалма (в немецком переводе) написал в 1671 году Генрих Шютц. Сочинение, известное ныне как Opus ultimum или «Лебединая песня» (Schwanengesang), представляет собой цикл из 11-и мотетов (SWV 482-492) для двойного хора и basso seguente. Отдельные стихи 118-го псалма положили на музыку многие композиторы (например, А. Дворжак в вокальном цикле «Библейские песни», op. 99 №2).